# Rifembergo
Rifembergo (in sloveno Branik, già Rihenberg; in friulano Rifemberc; in tedesco Reifenberg, desueto) è una località (naselje) di Nova Gorica.
La località è situata a 19,2 km a sud-est del capoluogo comunale e a 14,3 km dall'Italia, all'estremità settentrionale del Carso nella valle del torrente Branica, affluente di sinistra del fiume Vipacco ed è costituita anche dagli agglomerati di Bizjaki, Birsi, Britof, Cvetrož, Grižnik, Hmeljaki, Korn, Messari (Mesarij) e Škrbiči. La località è inoltre sede di una delle 19 comunità locali in cui è suddiviso il comune di Nova Gorica.
La località, oltre alla presenza di piantagioni di fichi e pesche, è ricca di vigneti dove vengono coltivate uve del genere Vitovska, Barbera, Merlot e Chardonnay.

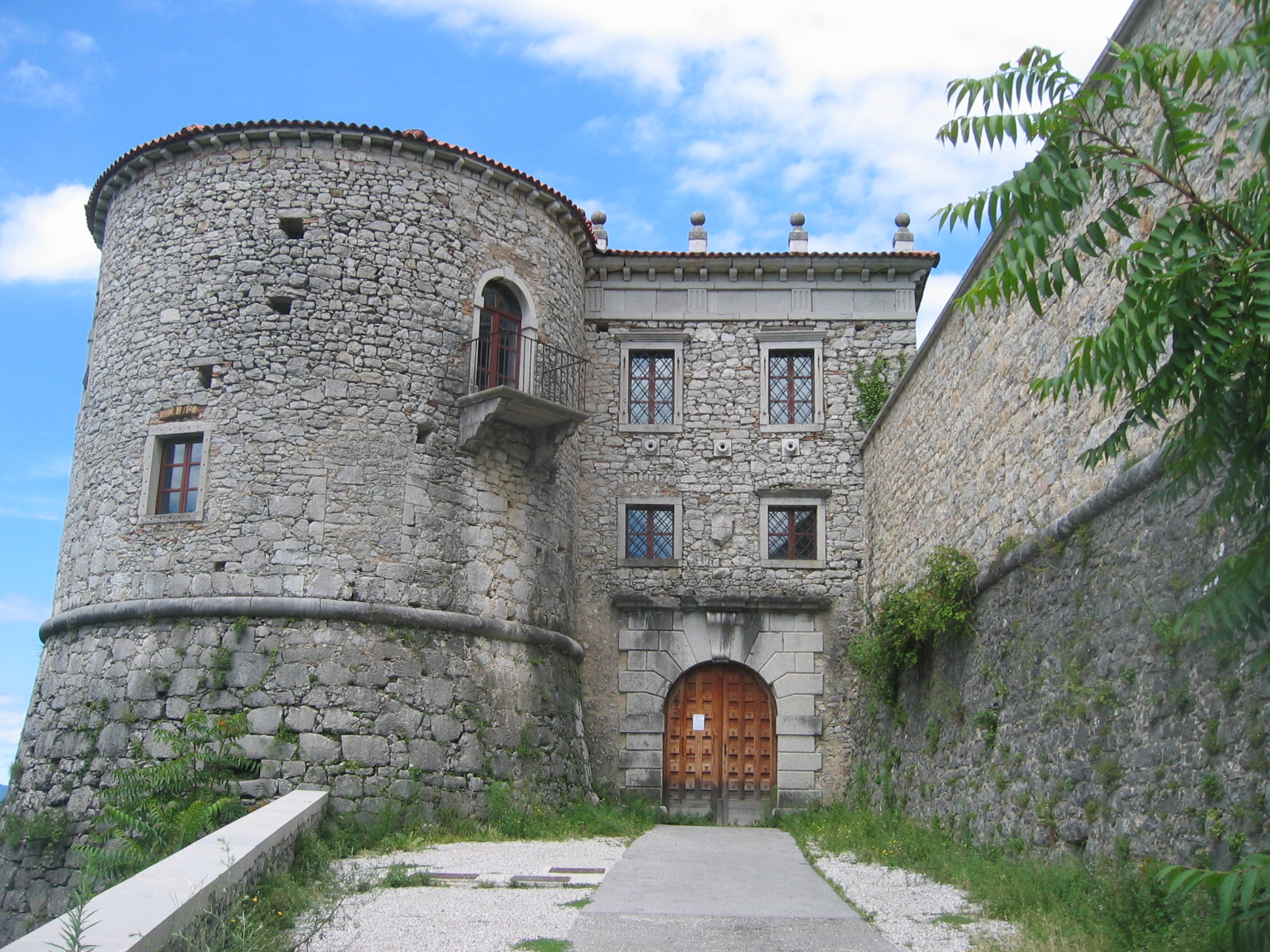
Il castello di Rifembergo

La chiesa del paese è dedicata a Sant'Ulrico e dipende dalla diocesi di Capodistria, l'altra chiesa del paese è dedicata allo Spirito Santo.

## Geografia fisica

### Alture principali
Šumka, 532 m; Rabotnica, 430 m; Zajčevca, 412 m; Golec, 380 m; Golerija, 379 m; Brdo, 322 m; Soknica, 296 m; Čuk, 286 m; Strmec, 175 m.

### Corsi d'acqua
Torrente Branica; Petnik; Karlovec; Mlac.

## Storia
Dopo la caduta dell'Impero romano d'Occidente, e la parentesi del Regno ostrogoto, i Longobardi si insediarono nel suo territorio, seguiti poi attorno al VI secolo da popolazioni slave. Fu così che tutto il suo territorio entrò a far parte del Ducato del Friuli. Alla caduta del Regno longobardo subentrarono quindi i Franchi; nell'887 Arnolfo, Re dei Franchi orientali, istituì la marca di Carniola; tra il 952 e il 957 il patriarcato di Aquileia (assieme a Istria, Carinzia e Carniola) passò sotto l'autorità del Duca di Baviera e poi nel 976 nel Ducato di Carinzia appena costituito dall'imperatore Ottone II.
Nel 1077 passò al Principato ecclesiastico di Aquileia e poi ai Conti di Gorizia, in quanto "advocati" del patriarca, che acquisirono gradualmente una larga parte di tali territori, frazionati in feudi minori fra i loro ministeriali, i veri e propri strumenti di governo comitale sul Carso e la vicina Istria. 
Divenne quindi il centro dell'omonima signoria. Si ha notizia del Castello di Reifemberg e dei Signori omonimi già nell'anno 1230; essi provenivano da Castel Tasso (ted. Schloss Reifenstein) presso Vipiteno e ricevettero dai Conti di Gorizia in feudo grandi possedimenti che spaziavano dalla valle del Vipacco, al Carso fino ad alcuni territori in Istria. L'ultimo discendente maschio della casata si sarebbe spento nel 1371; i territori della Signoria tra il XIV e il XV secolo si ridussero quindi ai dintorni del Castello, a una parte dalla valle del Vipacco e al Carso.
Nel 1500 passando alla Casa d’Asburgo, entrò quindi nella Contea di Gorizia e Gradisca, per diventare proprietà ereditaria nel 1528 (altre fonti riportano il 1649) della famiglia Lantieri che lo manterrà fino alla seconda guerra mondiale.
Con il trattato di Schönbrunn (1809) entrò a far parte delle Province Illiriche.
Con il Congresso di Vienna nel 1815 rientrò in mano austriaca nel Regno d'Illiria come Centro di Distretto nella Contea di Gorizia e Gradisca e come comune catastale autonomo che comprendeva anche gli attuali insediamenti di Santo Spirito/Pedria (Pedrija, oggi Pedrovo), Molino (oggi Steske) e la maggior parte di Preseri (Preserje), mentre non comprendeva i villaggi di Messari (Mesari) e Scherbzi (Skerbci), all'epoca nel comune catastale di Bria (Brje). In seguito passò sotto il profilo amministrativo al Litorale austriaco nel 1849 come comune autonomo ingrandendosi inglobando il comune di Bria (Brje), ma passando nel distretto di Aidussina (Ajdovščina, Haidenschaft). In questo periodo la località era nota con il toponimo tedesco di Reifenberg e con quello sloveno di Rihenberg.
Dopo la prima guerra mondiale, la località venne annessa al Regno d'Italia, venendo inquadrata dapprima nel Circondario di Gorizia della Provincia del Friuli e poi dal 1927 nella alla neocostituita Provincia di Gorizia. Nel 1923 il nome della località venne italianizzato in Rifembergo. La località continuò a costituire comune autonomo: come in periodo asburgico comprendeva i centri di Britovo (Britof), Pedrovo (Pederjevo), Svetros/Zuetros (Cvetrož), Bisiachi (Bizjaki), Birsi, Tabor (Kovp), Zaici (Zajči), Preserie/Presserie (Preserje) e Monte/Verco (Vrh), e la frazione di Brie/Bèrie (Brje) con i centri di Martini, Zuli (Žulji), Furlani, Mussini (Muživi), Codrovi (Kodrovi), Besmiachi (Besednjaki), Pecenchi/Pecencovi (Pečenkovi), Merlevi/Merulani (Mrevlevi), San Martino (Sveta Martin), Vidmarsce (Vidmarše), Meliachi (Hmeljak), Micheli (Miheli), Mesari e Scherbici (Skerbci). Nel 1928 il comune assrobì anche il disciolto comune di Samaria.
Fu soggetto alla Zona d'operazioni del Litorale adriatico (OZAK) tra il settembre 1943 e il maggio 1945 e tra il maggio 1945 e il 1947, trovandosi a ovest della Linea Morgan, fece parte della Zona A della Venezia Giulia sotto il controllo Britannico-Americano del Governo Militare Alleato (AMG); passò alla Jugoslavia nel 1947 diventando frazione di Nova Gorica con il nome di Rihemberk, toponimo poi modificato nel 1949 in quello attuale perché troppo simile al nome italiano e tedesco del paese; dal 1991 fa parte della Slovenia.
Rifembergo è capoluogo di una delle 19 comunità locali in cui si suddivide il comune di Nova Gorica, comprendendo anche gli insediamenti di Preserje, Branizza, Steske e Pedrovo.

## Infrastrutture e trasporti
Il centro abitato è servito dalla fermata ferroviaria di Rifembergo, posta sulla linea Jesenice-Trieste.